# 서동로 (부산)
서동로는 부산광역시 금정구 부곡동 신동아아파트앞과 서동 금사 교차로를 잇는 부산광역시의 도로이다. 섯골마을과 내곡마을로 불리던 서리마을의 자연마을 이름을 반영해 서동로로 명명되었다.

## 주요 경유지
부산광역시
- 금정구 부곡동 - 서동

## 노선
| 이름                    | 접속 노선                                           | 소재지     | 소재지 | 비고 |
| ----------------------- | --------------------------------------------------- | ---------- | ------ | ---- |
| (신동아아파트앞)        | 부산광역시도 제4002호선 (부곡로)                    | 부산광역시 | 금정구 | 시점 |
| (농협 서동지점)         | 서동중심로 서동로149번길                            | 부산광역시 | 금정구 |      |
| (부산은행 금사공단지점) | 금사로 서동로175번길 서동로176번길                  | 부산광역시 | 금정구 |      |
| 금사 교차로             | 국도 제14호선 부산광역시도 제91호선 (반송로) 개좌로 | 부산광역시 | 금정구 | 종점 |

## 주요 건물 및 시설
- 부곡1치안센터 (부산광역시 금정구 서동로 9-1)
- 동현중학교 (부산광역시 금정구 서동로 50)
- 유니세프작은도서관 (부산광역시 금정구 서동로 115-1)
- 서3치안센터 (부산광역시 금정구 서동로 141)
- 세웅병원 (부산광역시 금정구 서동로 162)